# Heposalo (ö i Kivijärvi, Klemis)
Heposalo är en ö i Finland. Den ligger i sjön Kivijärvi och i kommunen Klemis i den ekonomiska regionen  Villmanstrands ekonomiska region  och landskapet Södra Karelen, i den södra delen av landet, 180 km nordost om huvudstaden Helsingfors. Öns area är 38,4 hektar och dess största längd är 0,9 kilometer i nord-sydlig riktning.